# Georg Helm

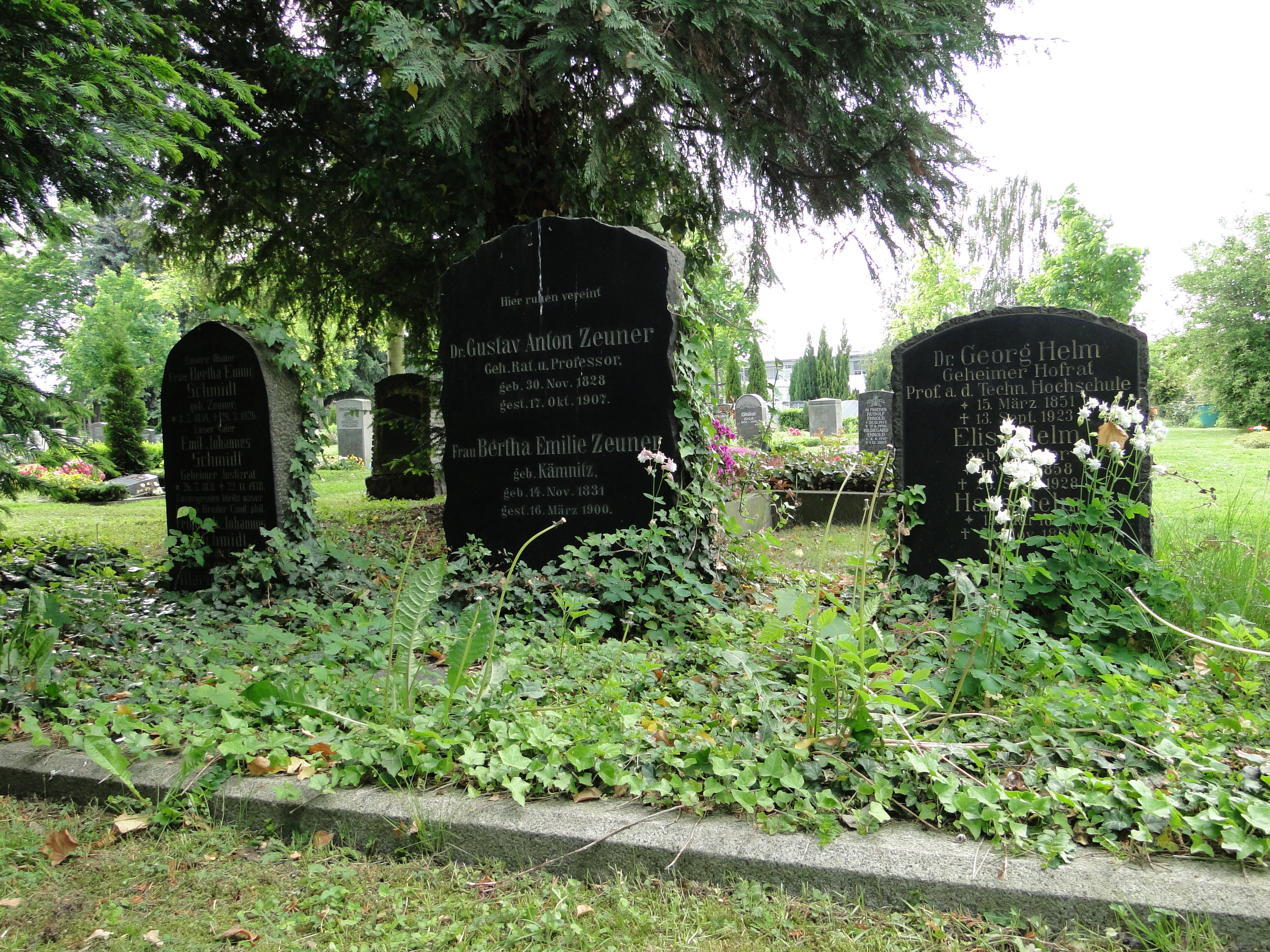
Sepultura (direita) no Alter Annenfriedhof de Dresden

Georg Ferdinand Helm (Dresden, 15 de março de 1851 — Dresden, 13 de setembro de 1923) foi um matemático alemão.
Estudou na Annenschule em Dresden, que concluiu em 1867. Em seguida estudou matemática e ciências naturais na Universidade Técnica de Dresden, e depois na Universidade de Leipzig e Universidade de Berlim, de 1871 a 1873.
Helm primeiramente lecionou na Annenschule, o colégio onde estudou. Ele então lecionou matemática e física na Universidade Técnica de Dresden e na Royal Saxon Polytechnic, de 1888 a 1922. Helm cunhou o termo química matemática. Seu trabalho na área de economia postulou que o dinheiro era o equivalente econômico da mais baixa forma de entropia social, como descrito em sua obra "Lecionando sobre Energia" (em alemão, Lehre von der Energie, 1887 ).

## Publicações selecionadas
- Lehre von der Energie (Leipzig, 1887)
- Grundzüge der mathematischen Chemie (1894)The principles of mathematical chemistry: The energetics of chemical phenomena (New York, 1897)
- Die Energetik (Leipzig, 1898)
- Die Theorien der Elektrodynamik nach ihrer geschichtlichen Entwicklung (Leipzig, 1904)
- Die Grundlehren der höheren Mathematik (Leipzig, 1910)